# Гызылсув
Гызылсув (туркм. Gyzylsuw) — посёлок городского типа в Туркменбашийском этрапе Балканского велаята, Туркменистан. Посёлок расположен на Красноводской косе на берегу Каспийского моря в 40 км от железнодорожной станции Красноводск (на линии Ашхабад — Красноводск). В посёлке работает пассажирский морской вокзал который связывает населённый пункт с городом Туркменбаши.
Статус посёлка городского типа с 1940 года. До 1993 года носил название Кизыл-Су.

## Население
| 1959 | 1970 | 1979 | 1989 |
| ---- | ---- | ---- | ---- |
| 1457 | 1091 | 931  | 756  |